# Zlatá prilba
Zlatá prilba je trofej udělovaná ve slovenské nejvyšší hokejové soutěži pro nejkrásnější gól zvolené diváky.

## Držitelé
| Sezóna                                                                   | Hráč            | Klub                           |                |
| ------------------------------------------------------------------------ | --------------- | ------------------------------ | -------------- |
| 2014/2015                                                                | Arne Kroták     | HK Poprad                      |                |
| 2015/2016                                                                | Jozef Tibenský  | ŠHK 37 Piešťany                |                |
| 2016/2017                                                                | David Laliberté | HK Nitra                       |                |
| 2017/2018                                                                | Neudělovalo se  | Neudělovalo se                 | Neudělovalo se |
| 2018/2019                                                                | Andreas Štrauch | HC Mikron Nové Zámky           |                |
| 2019/2020                                                                | Boris Sádecký   | HK Dukla Trenčín               |                |
| Krištáľový puk - cena Borisa Sádeckého pre najkrajší gól Tipos extraligy |                 |                                |                |
| 2020/2021                                                                | Patrik Svitana  | HK Poprad                      |                |
| 2021/2022                                                                | Dávid Šoltés    | HC ’05 iClinic Banská Bystrica |                |
| 2022/2023                                                                | Matúš Paločko   | HK Dukla Ingema Michalovce     |                |
| 2023/2024                                                                |                 |                                |                |